# Клинов Яків Ілліч
Яків Ілліч Клинов (1878, тепер Російська Федерація — 27 листопада 1928, місто Ленінград, тепер Санкт-Петербург, Російська Федерація) — радянський діяч, керуючий тресту заводів «Знамя труда» в Ленінграді. Член ВЦВК. Член Центральної контрольної комісії ВКП(б) у 1924—1928 роках.

## Життєпис
Працював робітником-металістом у Санкт-Петербурзі.
Член РСДРП з 1905 року. За революційну діяльність зазнавав переслідувань та арештів.
У 1917 році — член Петроградської ради робітничих і солдатських депутатів.
Після Жовтневого перевороту, в 1918—1920 роках — голова Петроградської Спілки робітників-металістів.
Потім — «червоний» директор заводу № 1 міста Петрограда (Ленінграда).
Одночасно, по 27 листопада 1928 року — керуючий тресту заводів «Знамя труда» в Ленінграді.
Помер 27 листопада 1928 року в Ленінграді. Похований на цвинтарі Комуністичної площадки Олександро-Невської лаври міста Ленінграда (Санкт-Петербурга).